# Kamienica Pod Okrętem w Warszawie

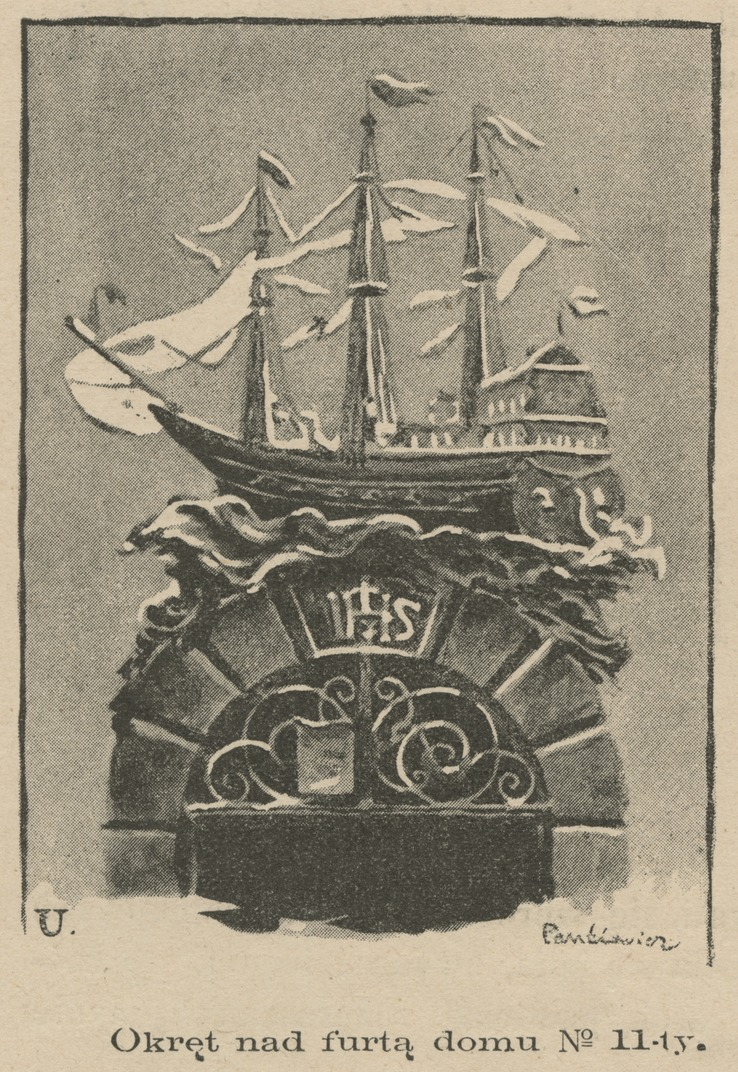
Wygląd reliefu przed zniszczeniem kamienicy

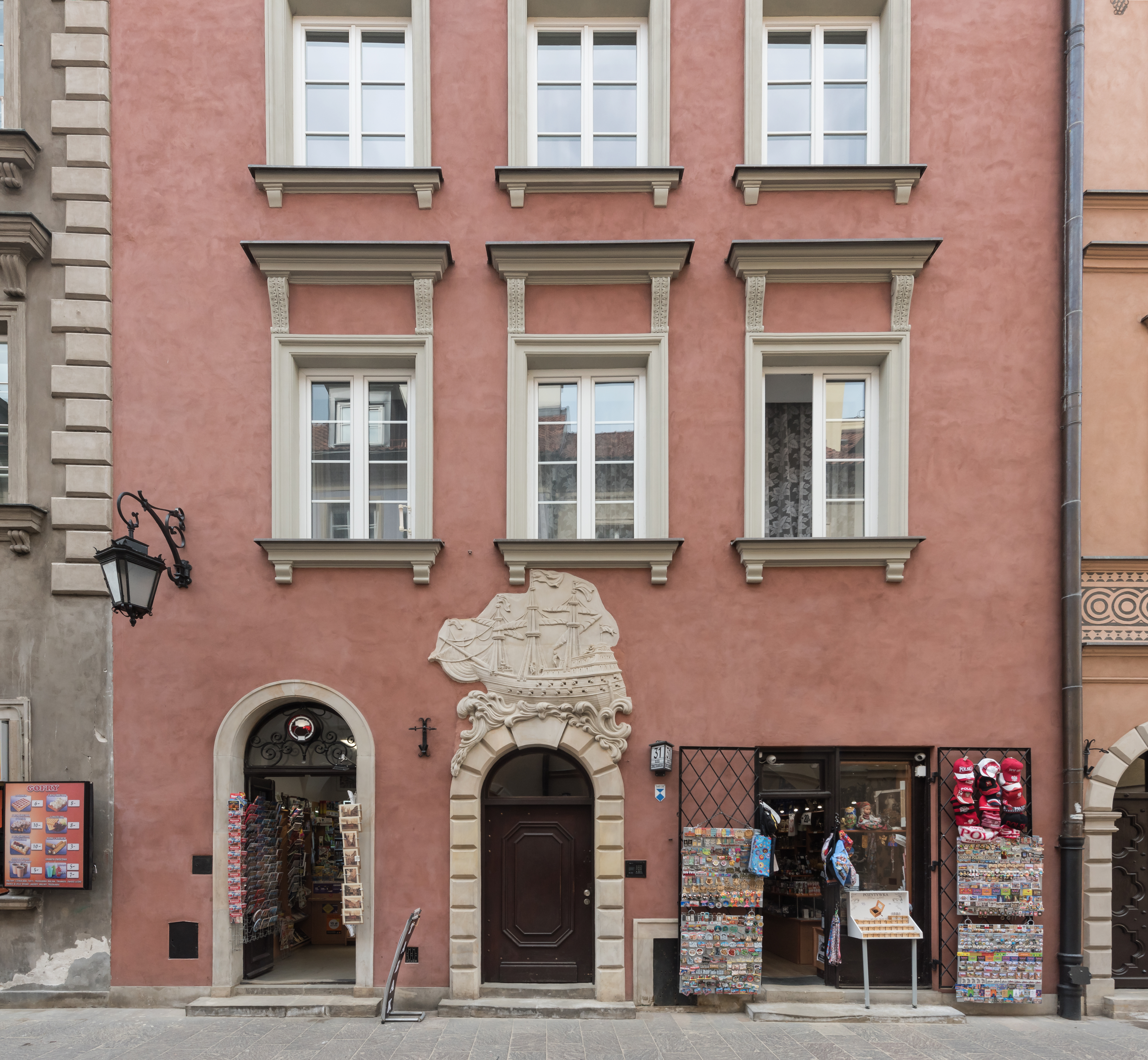
Wejście do kamienicy z widoczną płaskorzeźbą żaglowca

Kamienica Pod Okrętem – kamienica przy ulicy Świętojańskiej 31 na
warszawskim Starym Mieście. Swoją nazwę zawdzięcza płaskorzeźbie okrętu umieszczonej nad wejściem.
Jej historia sięga XV wieku, a od 1645 roku była domem murowanym. Była bardzo dobrze znana wszystkim warszawiakom w czasach przedwojennych, a po odbudowie Starego Miasta na powrót stała się jedną z najbardziej rozpoznawalnych kamienic Starówki w Warszawie dzięki odrestaurowaniu charakterystycznej płaskorzeźby.

## Ulica Świętojańska

### Ulica Grodzka
Wytyczona przy lokacji miasta w 1408 roku, obecna ulica Świętojańska była zaledwie leśnym traktem, którym kupcy przewozili swe towary między dwoma ważnymi miastami – Czerskiem i Zakroczymiem. Była również częścią głównego szlaku komunikacyjnego miasta, przebiegającą od rynku do grodu – stąd początkowa (stosowana w XV oraz w XVII wieku) nazwa: Grodzka lub Zamkowa. Wzdłuż drogi powstawały gospody i drewniane domy mieszkalne, które przekształciły się później w kamienice. W tamtych czasach była najludniejszą i jedną z najważniejszych – o ile nie najważniejszą – ulicą miasta.

### Ulica Świętego Jana
Od momentu wybudowania kościoła kolegiackiego pod wezwaniem św. Jana (obecnie archikatedra przy ul. Świętojańskiej 8) w XVIII wieku do początków XX wieku utrwalała się nazwa Święto Jańska. Po roku 1900 zaczęto stosować pisownię łączną. W latach trzydziestych wyasfaltowano ulicę i wyposażono ją w lampy gazowe. Usunięto też sklepowe szyldy, które ją szpeciły. Przy ul. Świętojańskiej mieściła się wówczas ambasada Rumunii. Podczas odbudowy powojennej odrestaurowano większość fasad oraz przywrócono brukowanie.

## Kamienica

### Oryginalna kamienica
Stwierdzenie oryginalnego wyglądu czy planu budynku, stojącego w miejscu obecnej kamienicy Pod Okrętem jest niemożliwe, ponieważ najwcześniejsze domy na parceli obecnie oznaczonej numerem 31 mogły tam powstać już za czasów Władysława Jagiełły. Drewniane gospody, chaty drwali i myśliwych rozciągały się wzdłuż każdego uczęszczanego traktu. Czasami były palone, burzone czy przenoszone, czasem właściciel doprowadzał je do tak złego stanu, że się rozpadały, a niebaczny gospodarz musiał wybudować sobie nowy dom. Nie sposób więc stwierdzić z całą pewnością, kiedy powstał najwcześniejszy budynek w tym miejscu. Najwcześniejszy znany budynek wzniesiony w tym miejscu to dom
Dzerdzochowski, wybudowany w 1494 roku. Był to drewniany budynek, który dopiero w 1617 roku, gdy przeszedł we własność złotnika Andrzeja Zalewskiego, został częściowo podmurowany, a w następnym roku zyskał murowaną ścianę boczną (dzięki pracom murarskim przy ul. Świętojańskiej 33, należącej do Stobieckiego). Wówczas miała numer 29.
Całkowicie murowana kamienica stanęła w tym miejscu już w 1642 roku dzięki remontowi, przeprowadzonemu przez Stanisława Zalewskiego, syna Andrzeja, który także był złotnikiem, lecz niedługo później – już w 1669 roku – spłonęła w pożarze. Po odbudowie dodano do portalu hierogram IHS. W XVIII wieku zwieńczono portal płaskorzeźbą okrętu i wybudowano oficynę od strony ulicy Piwnej. Oficyna ta została połączona z kamienicą frontową piętrowym gankiem.

### Czasy świetności
W 1743 roku kamienica frontowa była czterokondygnacyjną, trójosiową budowlą, a jedenaście lat później, w 1754 r., otworzono w jej wnętrzu jedną z najsłynniejszych winiarni w Warszawie. Wówczas stała się jedną z najbardziej znanych kamienic Starego Miasta. Między 1869 i 1886 rokiem w kamienicy „Pod Okrętem” prowadzone były prace budowlane o bliżej nieokreślonym celu. Wiadomo tylko, że ich wykonawcą był Dobromysław. Na przełomie XIX i XX wieku stanowiła jednolitą całość z kamienicą numer 29 – dwa budynki były połączone przejściem między podwórzami a ich fasady zostały ujednolicone: wstawiono jednolite kamienne obramowania okien i drzwi oraz otynkowano je na ten sam kolor.

### Odbudowa powojenna
Podczas powstania warszawskiego wszystkie kamienice wzdłuż ulicy Świętojańskiej uległy znacznym zniszczeniom. Z kamienicy Pod Okrętem zostały tylko piwnice, fragment fasady do wysokości parteru, niewielka część murów konstrukcyjnych i sklepień parteru. Kamienica została odbudowana w latach 1949–1955 według projektu architekta Stefana Krasińskiego. Zrekonstruowano przedwojenną fasadę kamienicy i zachowano układ wnętrz parteru. Powstała czteropiętrowa, trzytraktowa kamienica o trójosiowej fasadzie. Odtworzono także boniowany, półkolisty kamienny portal i zwieńczono go gipsową płaskorzeźbą. Ta charakterystyczna płaskorzeźba okrętu, unoszącego się na falach nad renesansowym portalem kamienicy, była godłem znajdującego się tam składu winnego, dobrze znanego w całej Warszawie w czasach swojej świetności.

### Właściciele
Kamienica często zmieniała swoich właścicieli od czasów jej wybudowania. Kolejni jej właściciele to:
- 1494 – ?
- 1505–1538 – rodzina Dambalów (lub Dębalów), siodlarze
- 1538–1565 – Andrasiowicz, postrzygacz
- 1565–1579 – Mateusz Swietlik, cyrulik
- 1579–lata 1590. – Bartłomiej Gólno, kuśnierz
- lata 1590.–1617 – Andrzej Zalewski, złotnik
- 1617–1642 – Stanisław Zalewski, złotnik
- 1642–XVIII w. – Ambroży Czempiński
- Łukasz Łyszkiewicz, kupiec
- do 1743 – Michał Łyszkiewicz, bankier
- 1743–1754 – pani Greyber
- po 1754 – Tomasz Hangiel, kupiec winny